# Lužianky
Lužianky est un village de Slovaquie situé dans la région de Nitra.

## Histoire
Première mention écrite du village en 1113.

## Démographie

### Évolution de la population
| Année:               | 1994. | 2004.   | 2014.    | 2024.    |
| -------------------- | ----- | ------- | -------- | -------- |
| Nombre de personnes: | 2374  | 2536    | 2890     | 3456     |
| Différence:          |       | +6,82 % | +13,95 % | +19,58 % |

| Année:               | 2023. | 2024.   |
| -------------------- | ----- | ------- |
| Nombre de personnes: | 3338  | 3456    |
| Différence:          |       | +3,53 % |